# Andrzej Stawarz
Andrzej Stawarz (ur. 1950) – polski etnograf, historyk, muzealnik, regionalista. W latach 1990–2009 dyrektor Muzeum Niepodległości w Warszawie. 

## Życiorys
Ukończył etnografię na Uniwersytecie Warszawskim (1974), w 1983 r. obronił pracę doktorską z dziedziny nauk historycznych na UW. Były dyrektor Muzeum Niepodległości w Warszawie i redaktor naczelny periodyku Niepodległość i Pamięć. Autor wielu publikacji z dziedziny historii i etnografii, organizator wystaw i sesji naukowych, redaktor licznych prac zbiorowych.

## Wybrane publikacje
- Rodowody mieszkańców Żyrardowa (na podstawie akt stanu cywilnego), 1980
- 20 lat Towarzystwa Przyjaciół Żyrardowa (1964-1984). Pamiętnik jubileuszowy (współautor: Andrzej Góralski), 1981
- Narodziny robotniczego obyczaju w Żyrardowie (na podstawie akt stanu cywilnego), 1981
- Stan badań nad przemianami kultury wsi w Polsce w latach 1945–1980 (bibliografia), 1982
- Życie codzienne w dawnym Żyrardowie 1830-1880, 1983
- VI wieków Grodziska Mazowieckiego. Wystawa historyczna, Grodzisk Maz., czerwiec – grudzień 1984, 1984
- Żyrardów – narodziny społeczności (1830-1870), 1985
- Z dziejów Muzeum Przemysłu i Rolnictwa w Warszawie (1875-1951). Katalog, 1986
- Pozostałość aktowa Muzeum Przemysłu i Rolnictwa w Warszawie (1875-1951), 1990
- Stefan Deptuszewski. Biografia – retrospektywa. Wystawa jubileuszowa w 80-lecie urodzin artysty i 470-lecie Grodziska Mazowieckiego, Warszawa lipiec- sierpień 1992 r., Grodzisk Mazowiecki wrzesień – październik 1992 r., 1992
- Warszawa – Bratysława. Etniczne i społeczne zróżnicowanie miasta (do 1939 r.) (współred. Peter Salner), 1997
- Mazowsze w dwudziestoleciu międzywojennym (w granicach województwa warszawskiego) (red.), 1998
- 10-lecie Muzeum Niepodległości w Warszawie, 1990-2000. Księga pamiątkowa (red.), 2000
- Warszawa i Mazowsze w walce o niepodległość kraju w latach 1794–1920 (red.), 2001
- Wizje programowe Polski niepodległej w przeszłości i teraźniejszości (red.), 2002
- Kultura Ludowa Mazowsza i Podlasia. Studia i Materiały (red.), 2002
- Tożsamość kulturowa regionu w warunkach integracji europejskiej – przykład Mazowsza (współred. Adam Koseski), 2003
- Warszawskie mateczniki dziedzictwa i tradycji (współred. Karol Morawski), 2004
- Tożsamość społeczno-kulturowa miasta postindustrialnego w Europie środkowej (współred.: Bogdan Kloch), 2005
- Stosunki polsko-czesko-słowackie, 1918-2005 (współred.: Janusz Gmitruk), 2006